# ロケット・ラクーン
ロケット・ラクーン（Rocket Raccoon）は、マーベルコミックスが出版するコミック作品に登場するキャラクター、スーパーヒーローである。ビル・マントロとキース・ギッフェンによって創造されたこのキャラクターは『マーベル・プレビュー』第7号（1976年夏）で初登場した。ロケットは高い知能を持った擬人化アライグマで、戦術家で狙撃手である。キャラクターの名前はビートルズの1968年の楽曲「ロッキー・ラックーン」から来ている。
ロケット・ラクーンは2008年にリランチされたスーパーヒーローチームのガーディアンズ・オブ・ザ・ギャラクシーの一員である。ロケットは同チームのメンバーとしてテレビアニメやテレビゲーム、実写映画に登場している。

## 出版上の歴史
キャラクターはビル・マントロとキース・ギッフェンが創造し、ビートルズの楽曲「ロッキー・ラックーン」に触発されている。楽曲の引用は「Now Somewhere In the Black Holes of Sirius Major There Lived a Young Boy Named Rocket Raccoon」と題された『インクレディブル・ハルク』第271号（1982年5月）でも見られる。
ロケット・ラクーンは『マーベル・プレビュー』第7号（1976年夏）で「ロッキー・ラクーン」の名で初登場した。次に登場した『インクレディブル・ハルク』第271号（1982年5月）で「ロッキー」は「ロケット」の略称であったことが判明した。1985年には全4号のリミテッドシリーズ『ロケット・ラクーン』がマイク・ミニョーラとアル・ゴードン、アル・ミルグロム執筆により発売された。ロケットは後に1990年に『クエーサー』第15号、1992年に『センセーショナル・シー・ハルク』第#44-46号に登場した。
2006年に『エグザイルズ』に登場後、2007年のリミテッドシリーズ『アナアイレーション: コンクエスト』および『アナアイレーション: コンクエスト - スターロード』に現れ、それに続いて新創刊された『ガーディアンズ・オブ・ザ・ギャラクシー』で同チームのメンバーとなった。
ロケット・ラクーンは他のガーディアンズのメンバーと共に『アベンジャーズ・アッセンブル』に登場した。ロケットはマーベルNOW!の一環でリランチされた『ガーディアンズ・オブ・ギャラクシー』第3期でも登場している。
2014年2月、スコッティ・ヤングはロケット・ラクーンの進行中シリーズを担当することを発表した。

## キャラクターのバイオグラフィ
ロケット・ラクーンは「キーストーン・クアッドラントの守護者」であり、そこはギャラクティック・ウォールによって外部と隔絶された宇宙領域であった。ロケットは宇宙船「ラックン・ルイン」の船長であり、彼と一等航海士のウォル・ラス（喋るセイウチ）はキーストーン・クアッドラントに存在する、遺伝子改造されて人間並みの知能を持って二足歩行可能な動物たちが住む捨てられたコロニーの惑星ハーフワールド出身である。ロケットは様々な脅威からコロニーを守る最高法務官（「レンジャー」）である。
ある時、ジャドソン・ジェイクスがハーフワールド・バイブルを盗もうとした際、ロケットとハルクによって防がれた。その後、ロード・ディヴィンがロケットの友人のライラを誘拐し、ジェイクスはトイ・ウォーを開始した。トイ・ウォーが続くとブラックジャック・オヘアはロケットとチームを組み、ロケットはライラと再会した。すぐにラックン・ルインが破壊されるとジャドソン・ジェイクスとロード・ディヴィンはロケット・ラクーン殺害のために手を組んだ。ジャドソン・ジェイクスとロード・ディヴィンが死亡したとみられると、ロケットと彼の友人たちは精神疾患のルーニーズを治療した。ロケットと動物及びロボットたちは冒険のためにハーフワールドを離れて宇宙へと発った。しばらくするとロケットはストレンジャーの実験所となっていた惑星で監禁されるが、脱出した
その後ロケットはクリーの故郷を侵略するファランクスを食い止める任務に挑むスター・ロードに同行した。ここでロケットは恐れ知らずで洞察力に優れた戦略家として描かれた。また強迫性障害であることが示唆された。ロケットのトレードマークであるロケットスケートは描かれなかった。

### ガーディアンズ・オブ・ザ・ギャラクシー
ロケットは友人のスター・ロードの要請により新結成されたガーディアンズ・オブ・ザ・ギャラクシーに加わった。その後チームがほぼ解散状態となり、ピーター・クィルがロナンによってネガティブ・ゾーンに連れされると、ロケットはチームを存続させ、グルートがメンバーになると2人は友人となった。ロケットはピーターを救出し、地球をエイリアンの侵略から救うまではリーダーの役割を引き継いだ。激化するウォー・オブ・キングスを止めようとする際、ロケットはシャイアに接触する部隊を率いた。しかしながら彼らは皇帝ヴァルカンの旗艦にテレポートすることができず、スタージャマーズとロケットの旧友のチョドにより助けられた。彼らはシャイアの正統な女王を連れ帰ることができず、ロケットが去った後に彼女は殺害された。

## パワーと能力
ロケット・ラクーンは地球のアライグマと同様に、俊敏性（訓練によりさらに強化されている）、鋭い嗅覚、視力、聴力、触覚を備えている。彼は洗練された宇宙船パイロット狙撃手で、重火器や2丁のレーザーピストルを好んで使う。軍事戦術家としても優れており、スターロード不在の時はガーディアンズ・オブ・ギャラクシーを指揮する。

## MCU版
マーベル・シネマティック・ユニバース（MCU）ではブラッドリー・クーパーがロケットの声を務める。なお、日本語版では“ロケット・ラクーン”ではなく“ロケット”と表記されている。日本語吹替は加藤浩次が担当。
本項は、“アース616”（正史の宇宙）におけるロケットを主軸に表記する。

### キャラクター像
アライグマの姿をした、百戦錬磨の傭兵兼賞金稼ぎ。“キーストーン・クオドラント星系”にある惑星“ハーフワールド”出身。元は普通のアライグマだったが、被験対象“89P13”として遺伝子改造され、現在の姿となった
。グルートとは賞金稼ぎコンビを組んでいた頃からの親友兼相棒同士であり、彼の意思を理解でき、周囲の人物に通訳することも多い。22の刑務所を脱走した経歴と窃盗13件、傭兵活動容疑7件、放火15件、公共の場での酩酊1件の前科を持つ。
かなり下品なほどがさつで気性が荒く口も悪いなど、愛らしいその外観とは正反対な性格で、「アライグマ」やこれを連想させる単語・似通った単語で呼ばれるだけで立腹し、自身が受けた実験に憤慨しているほど、現在の姿に改造されたことをコンプレックスに感じている。手癖が悪く、他者の不幸などを面白がることもある嫌われがちな毒舌家だが、むしゃくしゃしながらも身近な者を助けたり、それに該当する人物が命を落としたことを目の当たりにすると動揺を隠せなかったり、甘えた態度をとる相手に常識をもって説教してしまうなど、意外と情に脆い本質とまともな感覚まで持ち併せた男である。
ピーター・クイル/スター・ロードたちと“ガーディアンズ・オブ・ギャラクシー”結成後は、トラブルメーカーでもある反面、持ち前の技能でチーム随一の兵器専門家となり、仲間たちを徐々にではあるが「家族」と認めていく。また、ソーと出会った頃には他者から「アライグマ」を連想させる単語で呼ばれても腹を立てずに話し相手と向き合うほど精神面での変化も見せる。

### 『ホワット・イフ...?』版
“アース72124”におけるロケットが登場している。外見は正史のロケットと同等だが、具体的なキャラクター像の差異などは不明。

### 能力
銃火器をはじめとした武器の運用や戦闘術、機械操作と脱獄術に精通し、勘定高く、賞金稼ぎ時代の経験からあらゆる危機にも対応できるなどクイルに匹敵するほどの臨機応変さも持つため、戦闘能力はかなり高い。サイバネティックス改変によって強化された反射神経で宇宙船の操縦にも長ける。また、自身らの活動に必要な高性能ツール各種をあり合わせの資材だけで、しかも単身で創り上げたり修理も行えるほど、発明家兼エンジニアとして非常に優れた技術力も有している。

### ツール
航海パネル
情報収集や宇宙船操縦時に使用する携帯機器。賞金首の指名手配書から多数の惑星のデータまで、さまざまな資料が載っている。
レーザーキャノン（Laser Cannon）
ロケットが愛用する、彼の身長とほぼ同サイズの無骨な銃火器。四筒式の砲身に、“二重 RE-1FF レーザー/イオンパワーセル”や、“TRE-VA5 着脱式ヒートスコープ”などさまざまなパーツが搭載されており、普段は銃身を収縮した状態で背中に担いで携行し、使用時には銃身を伸長する。命中した相手を麻痺させるイオンパルス弾を放つことも可能。
イオン・キャノン（Ion Cannon）
ロケットの身長とほぼ同サイズのキャノン砲。レーザーキャノンと同様に、普段は銃身を収縮した状態で背中に担いで携行し、使用時には銃身を伸長する。エゴとの戦いで使用。
ヘビーマシンガン
“アビリスク”との戦いで使用した、彼の身長とほぼ同サイズの無骨なマシンガン。
ステッカーディスク
“ラヴェジャーズ”との戦いで使用した、直径4センチほどの放電ディスク。相手の身体に接着可能で、接着段階で自動的に電源が入り、ロケットが腕に装着したガントレット操作により高圧電流を発生させる。
ダーツランチャー
ラヴェジャーズとの戦いで使用したブービートラップ。連動するセンサーに触れた者へ数十発ものダーツを同時発射し、喰らった相手を気絶・殺傷させる。
ビーズ
エゴとの戦いで使用した、大量のビー玉大サイズのボール。自らの周囲に撒いて黄色いボール状のバリアフィールドを形成したり、敵にぶつけて指向性爆薬としても機能する。
ブラスター・ライフル
“ワカンダ”での戦いにおいて“アウトライダーズ”相手に使用する、彼の身長ほどの大型ビームガン。
抽出器（Aether Extractor）
“タイム泥棒”の際に使用した注射器風のツール。ソーと共に2013年のアスガルドにタイムトラベルしたロケットは、これを使ってジェーン・フォスターに寄生していた“エーテル/リアリティ・ストーン”を吸引・回収する。
デュアル・ブラスター（Dual Blasters）
2014年からタイムトラベルしてきたサノスの群勢との最終決戦で使用した2丁のハンドガン。
このほかにもロケットは、“キルン刑務所”からの脱獄時には“ノバ軍警察”の兵士のライフルを、“エクレクター号”からの脱出直前には、ラヴェジャーズのクルーが落とした“BN-1 ブラスター［BN1 model blaster gun］”（通称“ケイティ［Katie]”）と“BA-17 イオン銃［BA-17 ion pistol］”（通称“ヴィッキー［Vicki］”）も武器として使用しており、タイム泥棒の際には“量子スーツ”を着用した。

### 各作品での活躍
『ガーディアンズ・オブ・ギャラクシー』
本作でMCU初登場。
グルートと共に賞金稼ぎコンビとして宇宙を旅していたある日、惑星“ザンダー”で賞金首となったクイルを捕獲しようと行動するが、居あわせたガモーラとも三つ巴の騒動を起こしたことで、キルン刑務所に収監されてしまう。
だが“オーブ”を売って得た大金の山分けを条件に、クイルやガモーラたちと手を組み、別の罪状で収監されていたドラックスも同伴させてキルン刑務所の脱獄に成功。採掘コロニーの“ノーウェア”でタニリーア・ティヴァン/コレクターにオーブを売り払おうとするが、オーブの中身であった“パワー・ストーン”の暴発で売却に失敗し、オーブをロナン・ジ・アキューザーらに奪われると、グルートと共にロナンに敗れたドラックスや、ラヴェジャーズに捕まったクイルとガモーラを救い、クイルたちと力を合わせることを決意して“ガーディアンズ・オブ・ギャラクシー”の一員になる。
ザンダーでの戦いでは、ラヴェジャーズと共に“ウォー・バード号”を操縦して“ダーク・アスター”に攻撃・特攻を加え、パワー・ストーンを握ったクイルを皆と支えてロナン撃破に貢献した。グルートを喪った事実に涙するも、ノバ軍警察によって前科を抹消され、ガーディアンズの仲間たちと共に新たな旅へと飛び立つ。
『ガーディアンズ・オブ・ギャラクシー:リミックス』
本作では仲間との口争いが絶えず、アニュラックス電池をくすねるなど問題行動を取る反面、仲間との友情も垣間見せるようになる。またエゴの星に向かう最中には、ヨンドゥ・ウドンタと似たもの同士であることを認め合う。
惑星“ソヴリン”で“アニュラックス電池”の警備を成功させるも、電池をくすねたことでソヴリン艦隊に追われ、チームを危機に陥れてしまう。そこで自分たちを救ってくれたエゴと出会うと、彼に同行するクイルたちと別行動で惑星“ベアハート”に残り、大破した“ミラノ号”の修理にあたる。後に襲って来たラヴェジャーズのメンバーの多くを単身で蹴散らすも、彼らの内紛に巻き込まれてヨンドゥ共々捕縛されてしまった。
だがベビー・グルートとクラグリン・オブフォンテリの手助けを得て、ヨンドゥも交え脱出とラヴェジャーズ討伐に成功。“エゴの星”に向かい、エゴとの戦いに身を投じて、ベビー・グルートにはエゴ打倒のための時限爆弾を、ヨンドゥには惑星脱出のための宇宙用装備セットを託した。
ガモーラのクイル救出を止めた際やヨンドゥの葬儀では自身の本心を明かし、後者では今回の行いを反省して、皆と共にヨンドゥを偲ぶ。
『アベンジャーズ/インフィニティ・ウォー』
本作では自分たちと出会ったソーと意気投合し、グルートも交えて行動を共にする。
救出されたソーが、サノス打倒のために惑星“ニダベリア”へ赴くことを決めると、ニダベリアの伝説を知っていたことでおだてられ、ソーの新たな武器を調達するため、グルートを連れてニダベリアへ向かう。その道中で、ソーが抱える苦悩や覚悟を知り、「自分には失いたくない者が沢山ある」と打ち明けながら、彼を改めて同志と認めて共にサノスと戦う決意を固める。
ニダベリアでは、ソーと共に新たな武器製作のために奮闘し、“ストームブレイカー”が完成すると、ソー、グルートと3人で地球のワカンダでの決戦に駆けつけ、自身と同じく銃器を装備して戦っていたバッキー・バーンズ/ウィンター・ソルジャーと組んで敵群を一掃する。だが、“インフィニティ・ストーン”を複数保有するサノスには敵わず、彼が引き起こした“デシメーション”によって、グルートが多くのヒーローたちや人々と同様に塵と化して消滅してしまう光景を目の当たりにする。
『アベンジャーズ/エンドゲーム』
本作では、自分と同じく消滅を免れたネビュラと共に“アベンジャーズ”と共闘するヒーローとして登場し、トニー・スターク/アイアンマンやブルース・バナー/スマート・ハルクと力を合わせ、エンジニアとしての腕もふるう。5年後には、ナターシャ・ロマノフ/ブラック・ウィドウたちと通信でそれぞれの活動を報告し合う戦友同士となっている。
物語の冒頭で他のヒーローたちと“アベンジャーズ・コンパウンド”にいたところに、キャロル・ダンヴァース/キャプテン・マーベルが連れ帰って来たネビュラをいたわり、彼女の言とインフィニティ・ストーンが再使用された反応からサノスの居場所が判明すると、皆と共に今度こそサノスを倒してストーンを奪還しようと決意。消滅を免れたヒーローたちを乗せた“ベネター号”を操縦して惑星“0259-S”に到着すると、無抵抗のサノスの討伐には成功するも、6つのストーンは破棄されており、失意に暮れる。
デシメーションから5年後、スティーブ・ロジャース/キャプテン・アメリカたちがタイム泥棒の実行を決めると地球を再訪し、ブルースと2人でトンスベルグの“ニュー・アスガルド”に赴くと、怠惰な状態になったソーを説得し、コンパウンドへ連れ出した。
タイム泥棒実行前にパワー・ストーンの情報提供と新型の“量子トンネル”開発・動作試験を行い、タイム泥棒本番ではリアリティ・ストーン入手のために2013年のアスガルドへタイムトラベルするも、同行したソーが彼の実母であるフリッガや元恋人のジェーンを見て怖気づいたことに頭を抱える羽目になる。それでも単身でストーンを得ることに成功し、立ち直ったソーと共に2023年に帰還。
6つのストーンと、新開発した“ナノ・ガントレット”を使ったブルースによって、5年前に消滅した人々が復活した直後、2014年の世界からタイムトラベルしてきたサノスの群勢の爆撃によってブルースやローディと生き埋めになり、水没しかけてしまった。しかし、スコット・ラング/アントマンに救われて危機を脱し、スティーブの号令で大乱闘が開始されると、その最中にサノスが“サンクチュアリII”に戦地を再度爆撃させていたところにグルートと再会。その直後に、戦地の上空に駆けつけてサンクチュアリIIに特攻し大破させたキャロルに驚喜した。
トニーによってサノスの群勢が消滅し、戦いが終わると、ガモーラ以外のガーディアンズの仲間たちやネビュラと共にトニーの葬儀に参列。その後自分たちに同行して宇宙の旅に出ることを決めたソーをベネター号に乗船させ、彼と張り合いかけるクイルに直接対決するように仲間たちと囃し立てる。
『ホワット・イフ...?』シーズン1第7話
本作ではアース72124におけるロケットがワンシーンのみ登場。ラスベガスのホテルの一室で、ソーたちに混ざって自身は洗面台の上で雑魚寝していたが、ジェーン・フォスターがマリア・ヒルに尋問される傍らで、ソーから「かわいいウサちゃん」と呼ばれる。
『ソー:ラブ&サンダー』

『ガーディアンズ・オブ・ギャラクシー ホリデー・スペシャル』

『ガーディアンズ・オブ・ギャラクシー:VOLUME 3』
本作では真の主人公。
幼少期の間、“カウンター・アース”と呼ばれる理想的な社会を築くために動物生命体を強化し擬人化しようしたハイ・エボリューショナリーによって実験された。バッチ89の被験者・ライラ、ティーフとフロアと出会い、友達となったが、自身の脳を摘出されることを恐れて皆を解放し、共に脱出しようと試みた。しかしライラがハイ・エボリューショナリーによって射殺され、これに激怒し彼を反撃して護衛たちを射殺したものの、ティーフとフロアも巻き添えとなって死亡した。一人で脱出しつつ、宇宙船を盗んで宇宙へ飛び立つ。
現在に戻ってノーウェアで酔ったピーターと口論する。ガーディアンズとして行動しつつ、登場したアダム・ウォーロックによって胸を殴られ動けなくなっている。オルゴコープによって作られたキルスイッチが埋め込まれているため傷が治らない、意識を失って横たわっている。
ピーター、グルートとガモーラがコードを取得して使用した後、まだ目覚めないロケットは心停止から苦しむ。臨死体験でライラ、ティーフとフロアと再び出会い。涙を流してライラに謝るが、ライラはまだその時は来ていないと言う。その後、ピーターによって彼の心臓を蘇生させる。
復活後、ガーディアンズと共にハイ・エボリューショナリーの軍団を圧倒する。投獄された動物たちを見つけて救うが、ハイ・エボリューショナリーによって襲われる。しかし、ガーディアンズはハイ・エボリューショナリーを攻撃するが、ロケットによって彼の命を余す。
ハイ・エボリューショナリー討伐後、祖父・ジェイソンに会うために別れて地球に引退することを決めたピーターによってリーダー的なポジションを与えられた。グルート、コスモ、アダム、クラグリン、ファイラとブラープと共に新たな任務に取り組む。

## 他のメディア

### テレビ
- テレビアニメ『アベンジャーズ 地球最強のヒーロー』の第1シーズン第6話「Michael Korvac」でロケット・ラクーンが登場した[32]。声優はグレッグ・エリスが務めた。

- テレビアニメ『アルティメット・スパイダーマン』の第2シーズン第18話「Guardians of the Galaxy」[33]ではビリー・ウェストがロケット・ラクーンの声優を務めた。

- テレビアニメ『Avengers Assemble』の第1シーズン第22話「Guardians and Spaceknights」ではセス・グリーンがロケット・ラクーンの声優を務めた[34]。

- テレビアニメ『ハルク: スマッシュ・ヒーローズ』の第1シーズン第26話「It's a Wonderful Smash」ではセス・グリーンがロケット・ラクーンの声優を務めた[35]

- テレビアニメ『ディスク・ウォーズ:アベンジャーズ』第24話より、『ガーディアンズ・オブ・ギャラクシー』日本公開に合わせて他のチームメンバーと共にゲスト出演した。

### テレビゲーム
- 対戦格闘ゲーム『アルティメット マーヴル VS. カプコン 3』ではグレッグ・エリスがロケット・ラクーンの声優を務めた[36]。

- MMORPG『Marvel Heroes』では操作可能キャラクターとしてロケット・ラクーンが登場し、スティーヴン・ブルームが声優を務めた[37]。

- 『LEGO マーベル スーパー・ヒーローズ ザ・ゲーム』ではジョン・ディマジオがロケット・ラクーンの声を務めた[38]。

- Facebookゲーム『Marvel: Avengers Alliance』でロケット・ラクーンが操作可能キャラクターとして登場した。

- 『Disney Infinity: Marvel Super Heroes』でロケット・ラクーンが登場予定である[39]。

- 対戦格闘ゲーム『マーベル VS. カプコン:インフィニット』ではトレバー・デュバルが声優を務めた。

## コレクテッド・エディション
| タイトル                                          | 収録内容 | 発行日    | ISBN                   |
| ------------------------------------------------- | --- | --------- | ---------------------- |
| Rocket Raccoon: Guardian of the Keystone Quadrant | The Incredible Hulk #271, Rocket Raccoon #1-4, Marvel Preview #7 ("The Sword in the Star!: Stave 2: Witchworld!"                         | 2011年8月 | ISBN 978-0-7851-5527-0 |
| Rocket Raccoon & Groot: The Complete Collection   | Tales to Astonish #13, Marvel Preview #7, Incredible Hulk #271, Rocket Raccoon #1-4, Annihilators #1-4, and Annihilators: Earthfall #1-4 | 2013年4月 | ISBN 978-0-7851-6713-6 |